# Nürensdorf
Nürensdorf est une commune suisse du canton de Zurich, située dans le district de Bülach.

Photo aérienne (1964).